# Hitači (Ibaraki)
Hitači (japonsky:日立市 Hitači-ši) je japonské město v prefektuře Ibaraki, na pacifickém pobřeží v severní části ostrova Honšú. Žije zde přes 180 tisíc obyvatel. Moderní město vzniklo kolem měděných dolů a je důležitým přístavem, kde kotví řada vojenských a obchodních lodí. Ve městě má sídlo mnoho společností, byla zde založena známá firma Hitachi, výrobce IT technologií a motorových vozidel, a působí zde univerzita.

## Partnerská města
- Birmingham, Alabama, Spojené státy americké
- Tauranga, Nový Zéland